# Destiny Chukunyere
Destiny Chukunyere (født 29. august 2002) er en maltesisk sanger som repræsenterede Malta og vandt Junior Eurovision Song Contest 2015 med sangen "Not My Soul". Sangen opnåede 185 point.
Hun skulle igen have repræsenteret Malta, denne gang ved Eurovision Song Contest 2020, efter hun vandt den anden sæson af X factor i Malta. Eurovision Song Contest 2020 blev imidlertid aflyst på grund af COVID-19-pandemien.